# Regionalwahl in Molise 2001
Die Regionalwahl in Molise 2001 fand am 11. November statt; der Regionalrat und der Präsident der Region Molise wurden gleichzeitig gewählt.

## Wahlergebnis
| Kandidaten                           | Kandidaten                  | Stimmen | %    | Listen                               | Stimmen | %    | Mandate |
| ------------------------------------ | --------------------------- | ------- | ---- | ------------------------------------ | ------- | ---- | ------- |
|                                      | Angelo Michele Ioriogewählt | 115.714 | 58,2 | Forza Italia                         | 43.573  | 22,9 | 6       |
| CCD-CDU                              | Angelo Michele Ioriogewählt | 115.714 | 58,2 | 28.812                               | 15,2    | 3    |         |
| Democrazia Europea                   | Angelo Michele Ioriogewählt | 115.714 | 58,2 | 24.281                               | 12,8    | 3    |         |
| Alleanza Nazionale                   | Angelo Michele Ioriogewählt | 115.714 | 58,2 | 20.302                               | 10,7    | 3    |         |
| Fiamma Tricolore                     | Angelo Michele Ioriogewählt | 115.714 | 58,2 | 1.469                                | 0,8     | –    |         |
| Socialisti – Liberal Sgarbi          | Angelo Michele Ioriogewählt | 115.714 | 58,2 | 1.068                                | 0,6     | –    |         |
| Mandate der Listengruppe             | Angelo Michele Ioriogewählt | 115.714 | 58,2 | –                                    | –       | 3    |         |
| ↳ Gesamt                             | Angelo Michele Ioriogewählt | 115.714 | 58,2 | 119.505                              | 62,9    | 18   |         |
|                                      | Giovanni Di Stasi           | 83.089  | 41,8 | Democrazia è Libertà – La Margherita | 27.717  | 14,6 | 4       |
| Democratici di Sinistra              | Giovanni Di Stasi           | 83.089  | 41,8 | 22.838                               | 12,0    | 4    |         |
| Italia dei Valori                    | Giovanni Di Stasi           | 83.089  | 41,8 | 8.852                                | 4,7     | 1    |         |
| Partito della Rifondazione Comunista | Giovanni Di Stasi           | 83.089  | 41,8 | 6.640                                | 3,5     | 1    |         |
| Unità a Sinistra (PdCI – Verdi)      | Giovanni Di Stasi           | 83.089  | 41,8 | 5.313                                | 2,8     | 1    |         |
| Socialisti Democratici Italiani      | Giovanni Di Stasi           | 83.089  | 41,8 | 2.154                                | 1,1     | –    |         |
| Nicht gewählte Direktkandidat        | Giovanni Di Stasi           | 83.089  | 41,8 | –                                    | –       | 1    |         |
| ↳ Gesamt                             | Giovanni Di Stasi           | 83.089  | 41,8 | 73.514                               | 38,7    | 12   |         |
| Gesamt                               | Gesamt                      | 198.803 | 100  |                                      | 190.019 | 100  | 30      |